# Seven Seas of Rhye
«Seven Seas Of Rhye» (укр. «Сім морів Раю») — пісня британського рок-гурту «Queen». Пісня переважно написана Фредді Мерк'юрі, хоча Браян Мей брав участь у створенні її переходу. Офіційно автором пісні вважається виключно Мерк'юрі. Рудиментарна інструментальна версія пісні є фінальним треком дебютного альбому гурту «Queen» (1973) та присутня як фінальна композиція у їхньому другому альбомі «Queen II» (1974). Повна версія пісні стала третім синглом гурту.
Вона стала найранішою випущеною піснею, яка ввійшла до збірки гурту «Greatest Hits», за винятком деяких версій, які входили до їхнього першого синглу «Keep Yourself Alive».

## Передумови
Первинно пісня «Seven Seas of Rhye» була лише «інструментальним музичним ескізом, який завершував їх перший альбом». Розширену версію, яку планували включити до альбому «Queen II», гурт презентував на передачі «Top of the Pops», коли «Queen» несподівано запропонували з'явитися в телебаченні у лютому 1974 року; за два дні, 23 лютого, пісня вийшла на вініловій платівці. У той час гурт вперше потрапив до чарту, «Seven Seas of Rhye» посіла 10 місце в «UK Singles Chart», після того, як вона транслювалася у ефірі радіостанції «BBC Radio 1». Ця подія змінила погляди Фредді Мерк'юрі щодо гурту, «Queen» стали для нього місцем його основної діяльності.
Пісню викреслили зі списку пісень живих виступів у 1976 році і знову почали виконувати на «The Works Tour», вісім років по тому. Вона була першою в сет-листі пісень під час першого виступу проєкту «Queen + Адам Ламберт» у турі по Азії в Тель-Авівському парку Яркон в Ізраїлі.

## Стиль, конструкція і інтерпретація
Пісня містить характерний арпеджіо-вступ на піаніно. Ці програвання на піаніно входять у поновлену версію композиції «It's a Beautiful Day», котра входить до альбому «Made in Heaven».
Версія з альбому «Queen II» закінчується із перехресним затиханням мелодії, котре змішується із виконанням гуртом пісні «I Do Like To be Beside the Seaside, котра акомпанується стилофоном, награним Роєм Томасом Бейкером; це стало єдиним виключенням у роботах гурту, які відомі своїм стилем «без синтезаторів». Кінцівка фінального треку альбому «Queen II» коротко відображається у вигляді насвистування у перших секундах найпершого треку їх наступного альбому «Sheer Heart Attack» — «Brighton Rock».
У радіоінтерв'ю 1977 року Фредді Мерк'юрі описав тематику пісні як «вигадку його уяви». У мюзиклі «We Will Rock You» пісня «Seven Seas of Rhye» звучить тоді, коли Богемійців взяли в полон опісля того, як їм «промив» мозок командир Хашоггі.

## Учасники запису
Queen
- Фредді Мерк'юрі — головний вокал, бек-вокал, піаніно
- Браян Мей — електрогітара, бек-вокал
- Роджер Тейлор — ударні, гонг, перкусія
- Джон Дікон — бас-гітара